# Акустична система

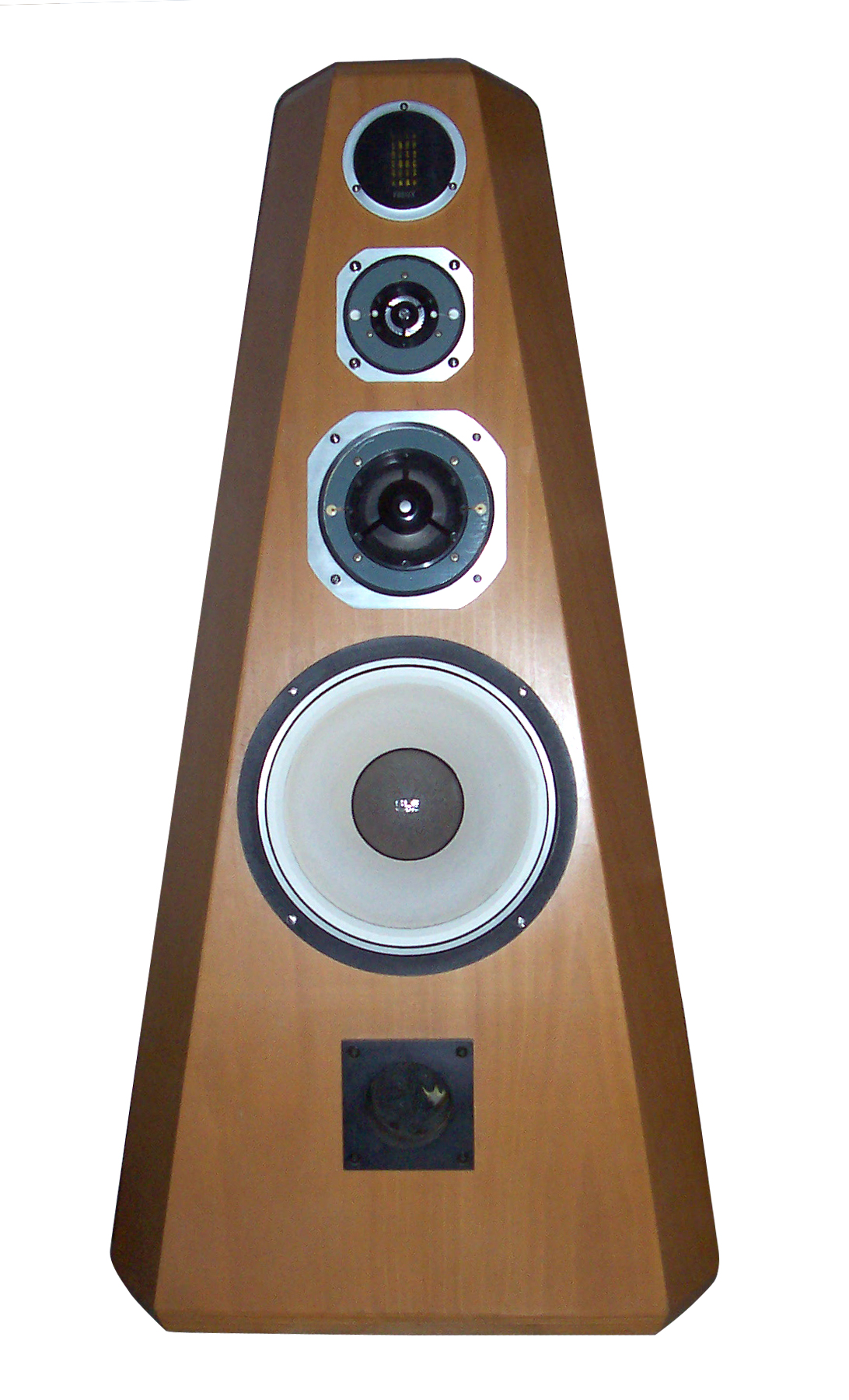
4-смугова акустична система

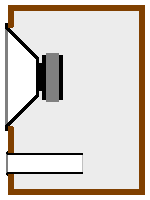
Схема будови фазоінвертора

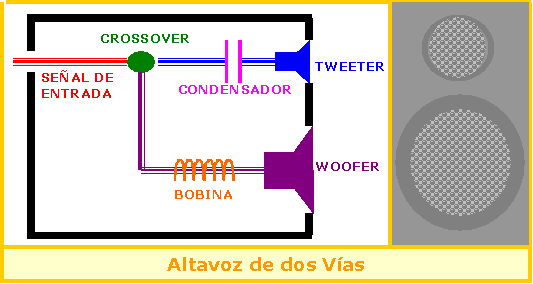
Схема будови двосмугової акустичної системи

Акусти́чна систе́ма — пристрій або система пристроїв для відтворення звуку, що складається з однієї або кількох динамічних головок, розташованих у корпусі (акустичному оформленні). Акустична система перетворює електричні коливання у звукові.

## Загальний опис
Акустична система складається з акустичного оформлення (наприклад, ящика типу фазоінвертор) і вмонтованих у нього випромінюючих головок (звичайно, динамічних).
Залежно від будови розрізняють односмугові (один широкосмуговий випромінювач, наприклад, динамічна головка) і багатосмугові (дві й більше головки, кожна з яких створює звуковий тиск у своїй смузі частот) акустичні системи.
Односмугові системи не мали широкого поширення через труднощі створення випромінювача, що однаково добре відтворює сигнали різних частот. При значному ході дифузора одного випромінювача виникають високі інтермодуляційні спотворення, викликані ефектом Доплера.
У багатосмугових акустичних системах спектр частот розбивається на кілька діапазонів, що перекриваються між собою за допомогою фільтрів (у високоякісній апаратурі — кросоверів, в решті — комбінації резисторів, конденсаторів і індуктивностей). Кожен діапазон подається на свою динамічну головку, що має найкращі характеристики в цьому діапазоні. У такий спосіб досягається найякісніше відтворення усього сприйманого людиною діапазону звукових частот (20-20000 Гц).
Для персональних комп'ютерів акустичні системи, звичайно, виконуються разом із підсилювачем звукових частот (так звані «активні АС») і підключається до системного блоку комп'ютера.

## Інтернет-ресурси
- How a Hole-in-the-Box Works — information about bass reflex.
- Quarter-Wave — details about transmission line design
- Humble Homemade Hifi — DIY site with examples & plans of several speaker enclosure types
- Free Speaker Plans — Community oriented DIY loudspeaker design plans, general resources and forum.